# Jon Jerde
Jon Adams Jerde, FAIA (Alton, Illinois; 22 de enero de 1940-Brentwood, Los Ángeles; 9 de febrero de 2015) fue un arquitecto estadounidense residente en Venice, Los Ángeles, California, fundador y presidente de The Jerde Partnership, una firma de arquitectura de diseño y planificación urbana que se especializa en el diseño de centros comerciales que han creado una serie de desarrollos comerciales en todo el mundo. Jerde se hizo famoso como innovador en el diseño de centros comerciales y espacios relacionados. Su firma se ha convertido en una firma multidisciplinaria con oficinas en Los Ángeles, Condado de Orange, California, Hong Kong y Shanghái. 

## Carrera
Nacido en Alton, Illinois, Jerde se graduó de la Escuela de Arquitectura de la Universidad del Sur de California.  Después de los primeros años de trabajo en Charles Kober Associates en múltiples proyectos menores, incluida la Plaza Pasadena, el promotor Ernie Hahn le encargó a Jerde el diseño del Horton Plaza, frente al Horton Plaza Park en el centro de San Diego.  El proyecto es un complejo minorista al aire libre de cinco pisos, con el pasaje principal orientado en diagonal a la cuadrícula de la calle y anclado por Nordstrom, Macy's y una tienda de música Sam Goody; y conectado a un hotel Westin y al teatro Balboa, lo que resulta en un centro urbano de uso mixto. Cuenta con largas rampas de una vía y bajadas repentinas, parapetos, columnatas sombrías y callejones sin salida. Su diseño rompe muchas de las reglas tradicionales del diseño de centros comerciales, como la reducción de los niveles de activación ambiental y la protección de la línea de visión máxima de la mercancía. Sus espacios fragmentados están acabados en una variedad de colores brillantes. El proyecto se completó en 1985. 
El Horton Plaza de Jerde atrajo a 25 millones de visitantes en su primer año, y hasta 2004 continuó generando las ventas más altas por unidad de área de San Diego. Jerde afirmó que el proyecto también generó casi 2.400 millones en reurbanización para el área circundante y el centro de la ciudad.
Jerde Partnership participó en el diseño y la planificación de los Juegos Olímpicos de Los Ángeles 1984.  Basada en el éxito de Horton y los Juegos Olímpicos, la firma diseñó Fashion Island en Newport Beach, CA en 1989, el Mall of America en Bloomington, Minnesota en 1992, el Centro de entretenimiento urbano Universal CityWalk en Los Ángeles, el Espectáculo y fachada del Treasure Island Casino en Las Vegas en 1993, También en Las Vegas la Fremont Street Experience en 1995 y el Bellagio en Las Vegas en 1998. 

### The Jerde Partnership
La firma se ha convertido en una importante compañía internacional con proyectos clave de regeneración urbana en todo el mundo, incluidos el Beursplein en Róterdam, Países Bajos y el Canal City Hakata en Fukuoka, Japón, ambos en 1996, así como otros proyectos en Japón, China y Europa.  Jerde también es responsable de una serie de desarrollos históricos de uso mixto urbano, entre ellos: Namba Parks en Osaka, Japón, que ganó los Premios a la Excelencia del Urban Land Institute de Asia Pacific, 2009; Roppongi Hills en Tokio, Japón; Kanyon en Estambul, Turquía y Zlote Tarasy en Varsovia, Polonia. Más recientemente, la firma ha diseñado: The Vermont, un desarrollo multifamiliar en Koreatown de Los Ángeles, el Grand Hyatt Sanya Haitang Bay Resort and Spa en Hainan, China; el Puerto Cancún Marina Town Center en Cancún, México; y Pacific City en Huntington Beach, CA.

## Proyectos
| Nombre                         | Ciudad             | Estado de los Estados Unidos / <br> País | Terminado | Otra información | Imagen |
| ------------------------------ | ------------------ | ---------------------------------------- | --------- | --- | ------ |
| Horton Plaza                   | San Diego          | California                               | 1985      | |        |
| Isla de la moda                | Playa de newport   | California                               | 1989      | Gran rediseño del centro comercial original de 1967. |        |
| Centro comercial de America    | Ciudades gemelas   | Minnesota                                | 1992      | |        |
| Universal CityWalk Hollywood   | Los Ángeles        | California                               | 1993      | |        |
| Hotel y Casino Treasure Island | Strip de Las Vegas | Nevada                                   | 1993      | Primera colaboración con Steve Wynn |        |
| Fremont Street Experience      | Las Vegas          | Nevada                                   | 1995      | |        |
| Canal City Hakata              | Fukuoka            | Japón                                    | 1996      | |        |
| Bellagio                       | Strip de Las Vegas | Nevada                                   | 1998      | |        |
| Palms Casino Resort            | Las Vegas          | Nevada                                   | 2001      | Primera torre (a la derecha en la imagen) |        |
| Edificio Dentsu                | Tokio              | Japón                                    | 2002      | |        |
| Roppongi Hills                 | Tokio              | Japón                                    | 2002      | |        |
| Wynn Las Vegas                 | Strip de Las Vegas | Nevada                                   | 2005      | |        |
| Palmas Fase II                 | Las Vegas          | Nevada                                   | 2006      | "Fantasy Tower" (izquierda en la imagen) |        |
| Plaza de palms                 | Las Vegas          | Nevada                                   | 2008      | Tercera torre |        |
| Parques de Namba               | Osaka              | Japón                                    | 2009      | |        |
| Santa Mónica Place             | Santa Mónica       | California                               | 2010      | Revisión completa del centro comercial cubierto de Frank Gehry en 1980, convirtiéndolo en un centro comercial al aire libre. Trabajo finalizado finalizado. |        |

## Honores
Jerde fue nombrado el primer galardonado con el Premio al Alumno Distinguido de la Escuela de Arquitectura de la USC, en 1985, y se convirtió en miembro del Instituto Americano de Arquitectos en 1990.

## Muerte
Jerde murió el 9 de febrero de 2015 en su casa en el barrio de Brentwood de Los Ángeles. Había estado sufriendo de cáncer y la enfermedad de Alzheimer.  Tenía 75 años. 